# Severn Cullis-Suzuki
Severn Cullis-Suzuki, född 30 november 1979 i Vancouver, British Columbia, Kanada är mest känd som "The Girl Who Silenced the World for 5 Minutes" efter ett föredrag hon höll under Rio-konferensen år 1992, då endast 12 år gammal.

### Fotnoter
1. ↑  Česko-Slovenská filmová databáze, 2001, ČSFD person-ID: 61283.[källa från Wikidata]
2. ↑  ”Vårt ekonomiska operativsystem behöver en etisk uppdatering” (på svenska). Hufvudstadsbladet. 3 oktober 2017. Arkiverad från originalet den 7 juni 2019. https://web.archive.org/web/20190607123152/https://www.hbl.fi/artikel/vart-ekonomiska-operativsystem-behover-en-etisk-uppdatering-2/. Läst 7 juni 2019.